# 坂上颱風
《坂上颱風》（さかあがりハリケーン ～LET'S PILE UP OUR SCHOOL!～）是戲畫於2008年11月28日發售的戀愛冒險類型成人遊戲。日語的意思是「上坡的颱風」。
Alchemist於2011年7月28日發售PlayStation Portable版《坂上颱風Portable》。ENTERGRAM於2016年10月27日發售PlayStation Vita版，2021年10月28日發售PlayStation 4版與任天堂Switch版。在日本美少女遊戲銷售網站Getchu.com的2008年排名第15名。

## 遊戲系統
《坂上颱風》是成人戀愛冒險遊戲。玩家在玩《坂上颱風》的時候主要是觀看和聆聽故事情節的發展，不過在部分的預設段落中玩家須藉由點擊的方式選擇行為選項，而這些選擇將會影響之後的人物的行動或者是反應。遊戲藉由這些相互連接的劇情分歧點而組織成多條故事路線，而遊戲的選項便會影響玩家所挑選的故事劇情內容，包含玩家操控的角色和遊戲人物之間的色情場景，並且進入不同的結局。

## 故事簡介
「因為這樣會比較有趣」——主角皆川巧從小就以這個想法行動，把周圍的人捲入鬧劇中，因而被稱之為「颱風」。雖然在同學中受歡迎，卻是個問題學生，父親皆川吟二曾把他送入位於深山、校風嚴謹的神道學校巍叡山學園，但還是被踢出校。最後回到老家武月丘的武月學園，由學生會會長的青梅竹馬守永由香里監視下入學。同日，巧在買飲料的途中遇見有點笨的綾瀨奈都希。然後又在課室中遇見深咲涼，最初被回以冷淡的態度，突然變得非常開朗爽快，但知道巧「並非獨自一人」後，又回到之前的冷淡。
正式入學前日，由香里和巧約定如果巧上學遲到，就要服從一個要求。巧在當日真的遲了起床，跑到學園門口前遇到同學大澤柚，幫她越過門口後，已經遲到。而由香里的要求是要巧當班長，認為可以讓他安份一些。渴望這個職位的奈都希不服一個轉校生可以突然當上班長，對巧產生對抗心，協助由香里監視巧。而巧覺得涼對實現課室的意見箱的事項有興趣，認為可以讓涼變回原來開朗的性格，柚因為欠巧一個人情而不斷幫助他作意見箱的工作。期後再出現「援軍」，巧的朋友綺羅泰德被巧騙來武月學園，準備行動時又突然出現巧在以前深山學校時代認識的「朱麗葉」楠春……
平凡的校園生活，正因這位問題學生而逐漸改變。

## 登場人物
皆川巧（聲：無）
「武月神社」神主皆川吟二的兒子。凡事以「覺得有趣」的方向而做。因由香里的關係而當上了班長。
綾瀨奈都希（聲：伊野美由紀）
三圍：75/50/82、身高：148cm、體重：45kg
同班同學、副班長，與巧對立。頭腦不好但好勝，稱「手下」為、神樂富美為。
守永由香里（聲：風音）
三圍：90/53/88、身高：160cm、體重：50kg
三年級生、學生會會長。雖然學年比巧高，但實際只比巧早出生約兩星期。成績優秀、運動萬能，受學生信賴。對巧是如姐姐一般，當巧鬧出事時會用一支紅色膠球棒施以「由香里教育」。
深咲涼（聲：遠山枝里子）
三圍：87/52/86、身高：159cm、體重：49kg
同班同學。成績優秀，運動亦不錯。沉默寡言，不會主動與人搭話，但對她說話會有回應。雖然表面冷淡，內裡實際是180度完全不同的開朗性格。喜歡數獨等遊戲。
大澤柚（聲：涼宮流那）
三圍：77/48/77、身高：153cm、體重：42kg
同班同學。性格害羞、天然呆，緊張起來說話會口齒不清，或用電話發短訊時會打錯字。極喜歡方包。
楠春（聲：花坂紅葉）
三圍：82/53/84、身高：157cm、體重：49kg
同級同學。非常明朗、直率的性格，成績優秀、運動良好。在之前深山學校時代認識，但到別離也一直不知對方名字，分別稱對方為「朱麗葉」和「達令」，最後只有巧說了自己的名字。尋找巧而來到武月學園。
綺羅凜（聲：加藤英美里）
PSP版本追加的女主角。
榎本巡（聲：水無月ふたご）
同班同學，奈都希一年級時認識的朋友，學生會幹事。給人有點呆的感覺。
神樂富美（聲：戶沼ゆず）
同班同學，奈都希一年級時認識的朋友，學生會幹事。熟知奈都希的性格。
綺羅泰德（聲：星光明）
笨蛋、色狼。「武相寺」主人的兒子，巧的損友，經常和巧一起鬧事。暱稱是。
皆川吟二（聲：馬並硬太）
武月神社神主，巧的父親。外表是個豪漢，但過去和巧一樣經常鬧事。喜歡棒球。
安野加代（聲：美土里）
2E班主任。悠然的性格。
津島光（聲：野々村紗夜）
武月學園學園長，武月學園畢業生，和吟二以前是同學。性格沉穩。
守永知美（聲：Yuki-Lin）
由香里母親。家務萬能，照顧著皆川一家。
菅原步（聲：桜城ちか）
綺羅金太郎（聲：滝沢アツヤ）

## 主題曲
片頭曲「pile up HURRICANE!」
作曲、編曲：藤田淳平（Elements Garden），作詞：ayachi，歌唱：中川春菜

## 相關商品
- Sound Track（2008年11月28日發售）

## 外部連結
- 官方網站 （页面存档备份，存于）（日語）
- PSP版官方網站（日語）
- PSV/PS4/NS版官方網站 （页面存档备份，存于）（日語）